# Charaxes enganicus
Charaxes enganicus är en fjärilsart som beskrevs av Hans Fruhstorfer 1903. Charaxes enganicus ingår i släktet Charaxes och familjen praktfjärilar. Inga underarter finns listade i Catalogue of Life.